# Нажми на газ
«Нажми на газ» — шестой официальный (восьмой оригинальный) альбом российской рок-группы «Сектор Газа».

## Об альбоме
Первоначально альбом должен был называться «Дави на газ» и небольшая партия аудиокассет с таким названием была выпущена воронежской студией «Black Box». Но в те времена один из хитов певицы Светланы Владимирской назывался точно так же. Чтобы не быть обвинённым в плагиате, Юрий Клинских сменил название альбома на «Нажми на газ».
Альбом был издан на аудиокассетах в двух вариантах компанией Image Records, по лицензии Gala Records, и Aprelevka Sound production по лицензии Gala. На грампластинке тоже совместно с Aprelevka Sound inc. И на компакт диске в 1993 году. В 1994 году московский лейбл «S.B.A./GALA Records Inc.» переиздал альбом группы на аудиокассетах и CD, уже под собственным лейблом. Новая партия CD была отпечатана в Австрии на заводе Sony DADC. Этот альбом — один из самых первых релизов компании Gala Records, выпущенных на компакт дисках. Тираж 1993 года отпечатали на заводе UEP в Екатеринбурге.
Оформление тиража 2000 года кардинально отличается от издания винила и CD 1993 года. За лицевую сторону обложки взята карикатура, нарисованная Д. Самборским для издания в серии "Коллекция" 1997 года. Следующие допечатки тиражей также имели схожие оформления 2000 года.

## Список композиций
| №                   | Название            | Длительность |
| ------------------- | ------------------- | ------------ |
| 1.                  | «Нажми на газ»      | 1:56         |
| 2.                  | «Кабак»             | 3:52         |
| 3.                  | «Подвал»            | 3:06         |
| 4.                  | «Девушка»           | 3:17         |
| 5.                  | «Суд»               | 3:56         |
| 6.                  | «Взял вину на себя» | 3:14         |
| 7.                  | «Оборотень»         | 3:34         |
| 8.                  | «Мажор»             | 0:50         |
| 9.                  | «Лирика»            | 4:20         |
| 10.                 | «Дурак»             | 3:22         |
| 11.                 | «Тёща»              | 3:50         |
| 12.                 | «Мумия»             | 4:38         |
| 13.                 | «Репетиция»         | 5:07         |
| Общая длительность: | Общая длительность: | 45:03        |

| №   | Название       | Длительность |
| --- | -------------- | ------------ |
| 14. | «Тёща» (remix) | 6:00         |

### Интересные заметки и факты
- Песня «Подвал», вероятно, является кавер-версией песни «Bad to the Bone» американской блюз-рок группы «George Thorogood and the Destroyers» из одноимённого альбома 1982 года, но с оригинальным текстом. Тем не менее, сами «George Thorogood and the Destroyers» не являются авторами знаменитого риффа этой композиции (как и самой композиции) — впервые этот рифф официально стал известен в исполнении блюзового музыканта Бо Дидли в 1955 году. Именно тогда он впервые использовал этот народный американский блюзовый рифф на губной гармонике в аранжировке к своей песне «I'm A Man». Мелодия куплетов этой песни также использовалась в блюзовых песнях советских рок-групп: в композиции «Гопники» группы «Зоопарк» и в суперхите «Всё это рок-н-ролл» группы «Алиса», а также в композиции группы Motorhead — You Better Run.
- В песне «Девушка» использовался 2-й проигрыш из песни группы «Yes» — «Owner of a Lonely Heart». В середине композиции использовалась вольная версия гитарного риффа на тему «Smoke on the Water» группы «Deep Purple».
- Со слов Анатолия Япрынцева, песню «Взял вину на себя» Хой посвятил своему другу детства, отсидевшему за ДТП, которое он не совершал.
- Песня «Тёща» отсылает к плясовой русской народной песне «Тёща моя ласковая».
- Во всех песнях кроме «Лирики» вместо ударных использовался синтезатор Roland D-20, драм-машина Alesis HR-16B, звуковой модуль E-mu Proteus 1, а также почти во всех песнях секвенсорный бас.
- На песню «Лирика» был снят видеоклип.
- В песне «Репетиция» для создания аранжировки были совмещены музыкальные элементы трёх групп: ударные позаимствованы у «Run DMC» — «Sucker MC’s», бас — у «The Beatles» — «Come Together», манера игры на гитаре — у «Deep Purple» — «Stormbringer».
- Из-за того, что Юрий (Хой) Клинских не контролировал типографский процесс, в буклетах кассет, пластинок и дисков, изданных «Gala Records», из года в год печаталась недостоверная информация: неверный состав группы, публиковались фотографии не соответствующие хронологии, кое-где перепутаны даты и имена.
- В песне «Суд» вступительный рифф был позаимствован из песни группы The Stranglers «Nice ’N’ Sleazy»
- Во вступлении к песне «Нажми на газ», вероятно, переигрывается мотив русской народной песни «Ой Мороз Мороз»
- Для этого альбома также была записана песня «Опарыш», сочинённая не позднее 1990 года на основе известного тогда анекдота, но из-за большого количества материала для неё не хватило места. «Опарыш», спустя три года, был официально издан в альбоме «Газовая атака»[1].

## Участники записи
- Юрий Клинских — вокал, гитара, клавишные (секвенсор), аранжировка
- Игорь Жирнов — лидер-гитара
- Сергей Тупикин — бас-гитара (1, 13)
- Алексей Ушаков — клавишные (8, 13)

## Инструменты
| - Гитара Kramer - Гитара Fender Stratocaster - Гитара Gibson SG - Музыкальная рабочая станция Ensoniq TS12 - Музыкальная рабочая станция Korg T1 - Синтезатор Roland D-20 - Звуковой модуль E-mu Proteus 1 |